# ولیکی لیپگلو
ولیکی لیپگلو (اسلوونیایی: Veliki Lipoglav) یک زیستگاه انسانی در اسلوونی است که در Ljubljana City Municipality واقع شده‌است.

## خصوصیات
ولیکی لیپگلو ۲٫۲ کیلومترمربع مساحت و ۴۹ نفر جمعیت دارد و ۵۳۲٫۲ متر بالاتر از سطح دریا واقع شده‌است.

## نگارخانه

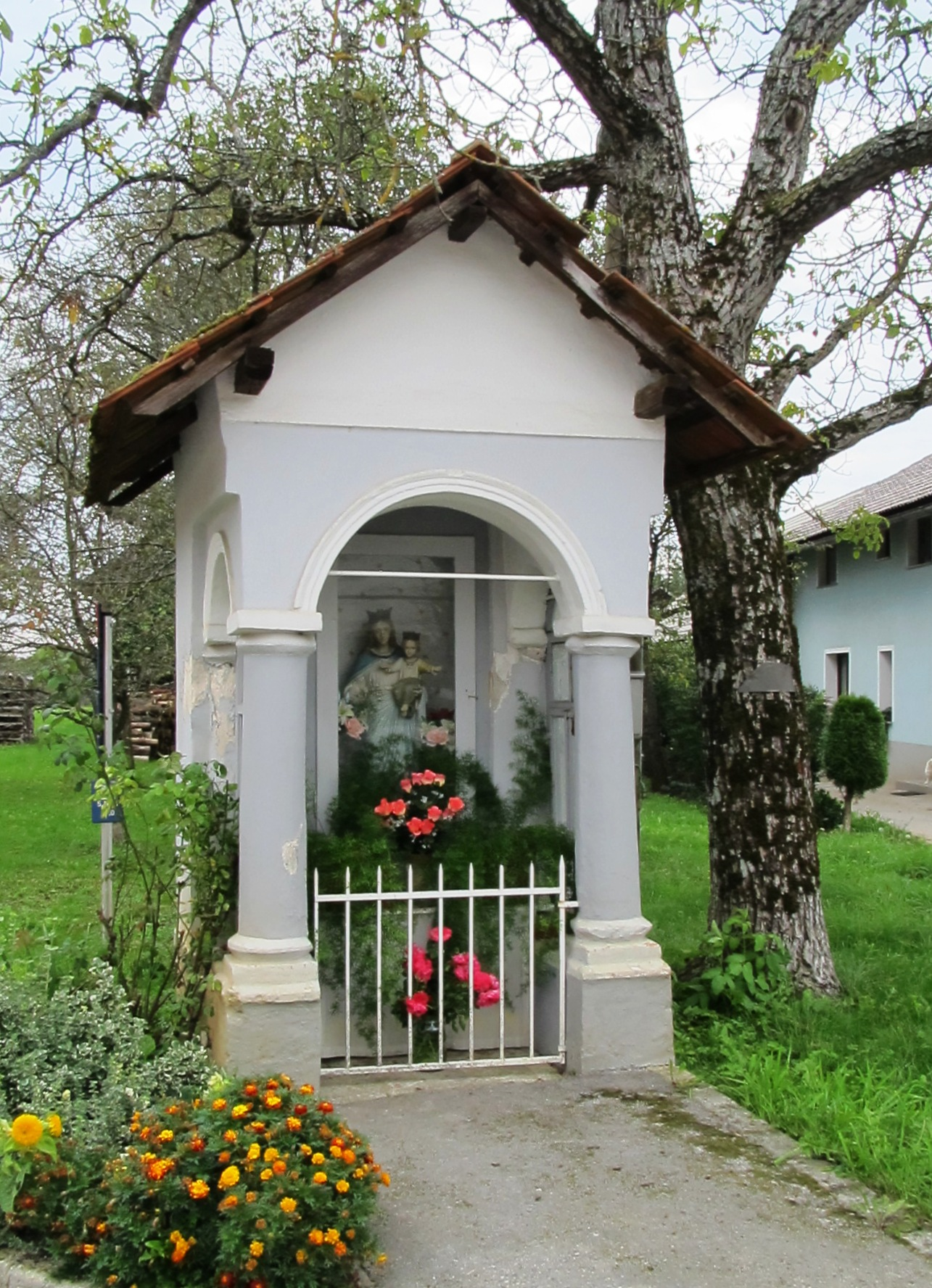
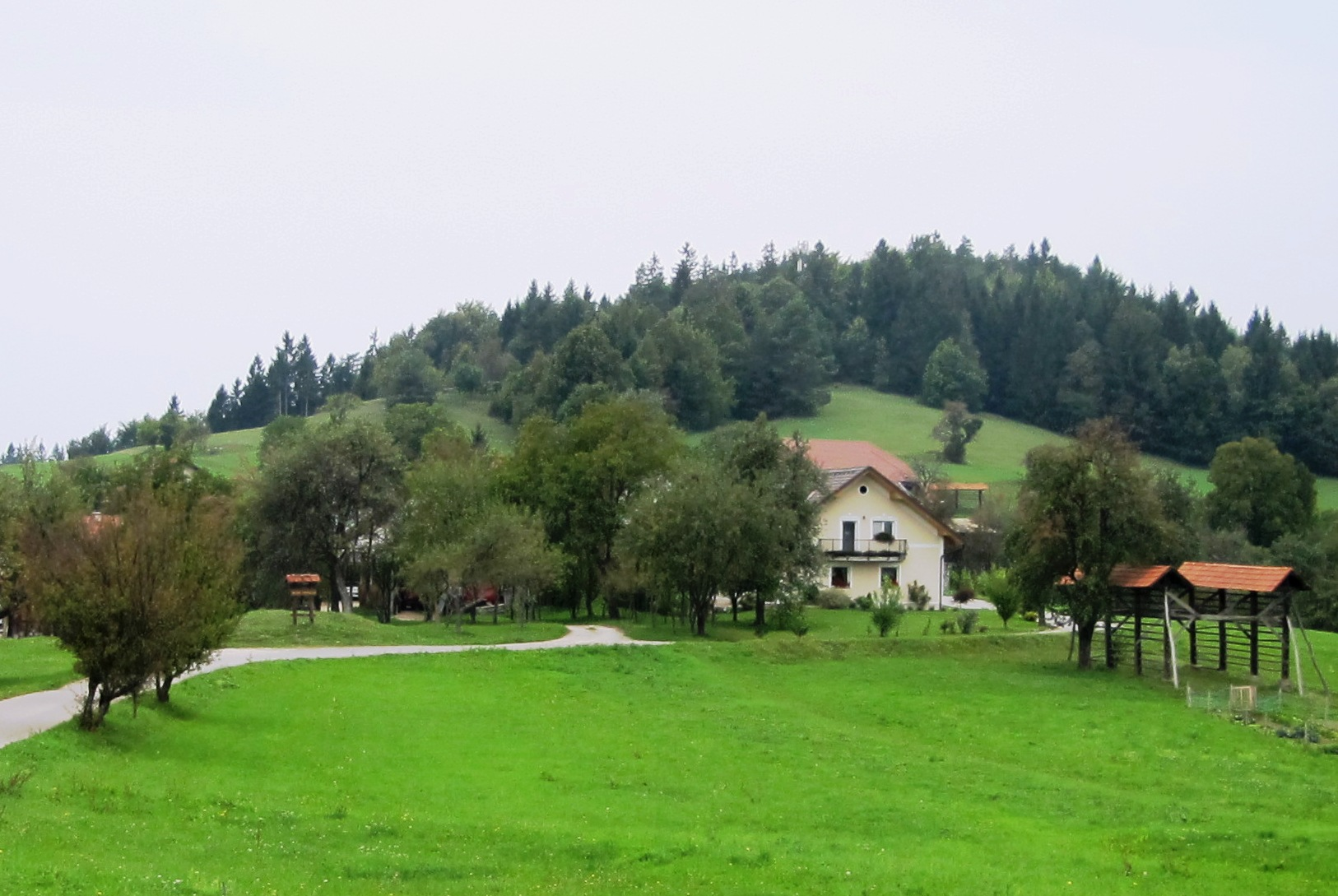